# Immeuble au 13, rue Martin-Bucer à Strasbourg
L'immeuble au 13, rue Martin-Bucer est un monument historique situé à Strasbourg, dans le département français du Bas-Rhin.

## Localisation
Cet ensemble est situé au 13, rue Martin-Bucer, à proximité de l'église Sainte-Aurélie.

## Historique
Les façades et les toitures du bâtiment principal, à l'exclusion des dépendances, font l'objet d'une inscription au titre des monuments historiques depuis 1978.

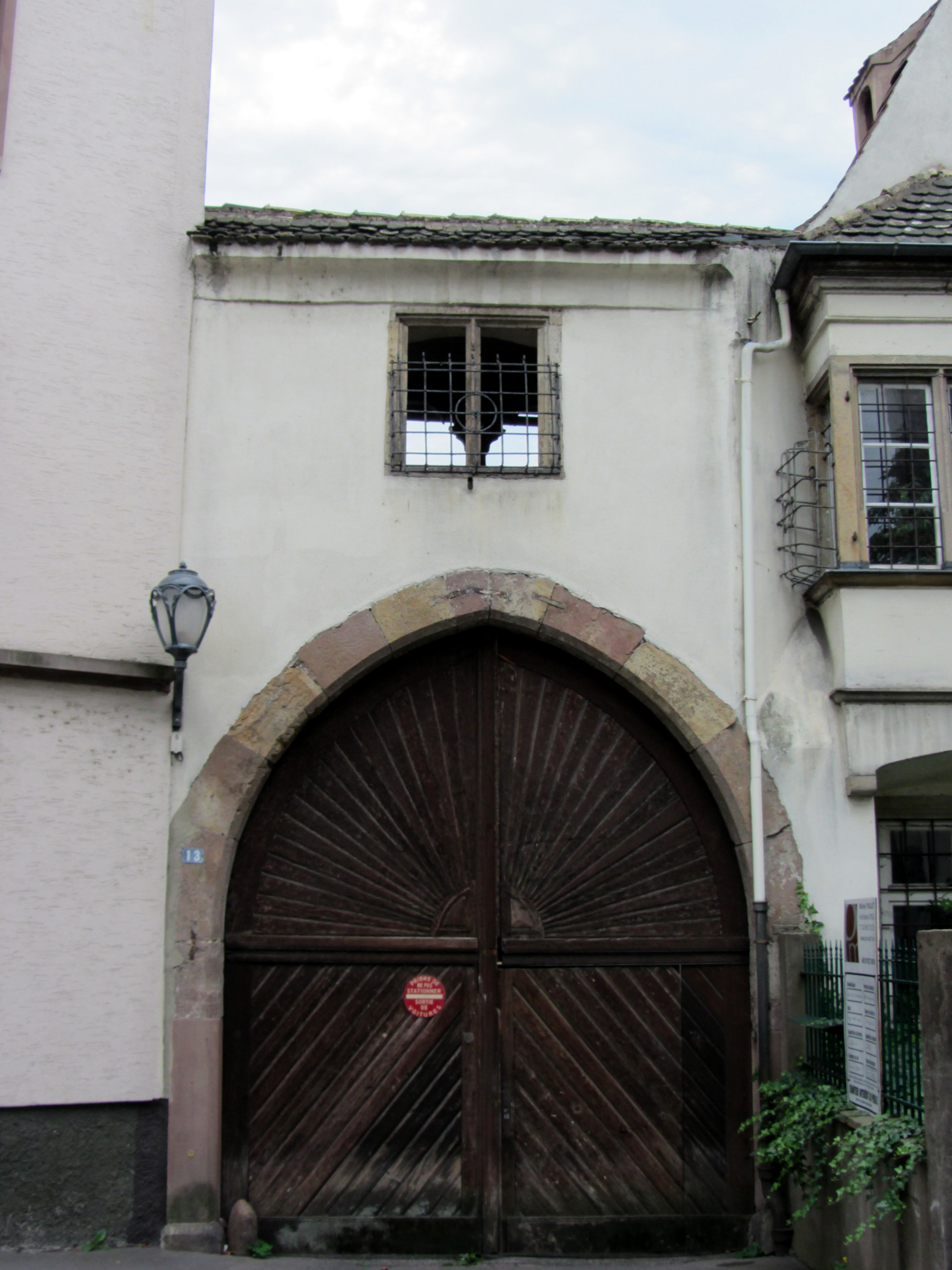
Portail principal depuis la rue.
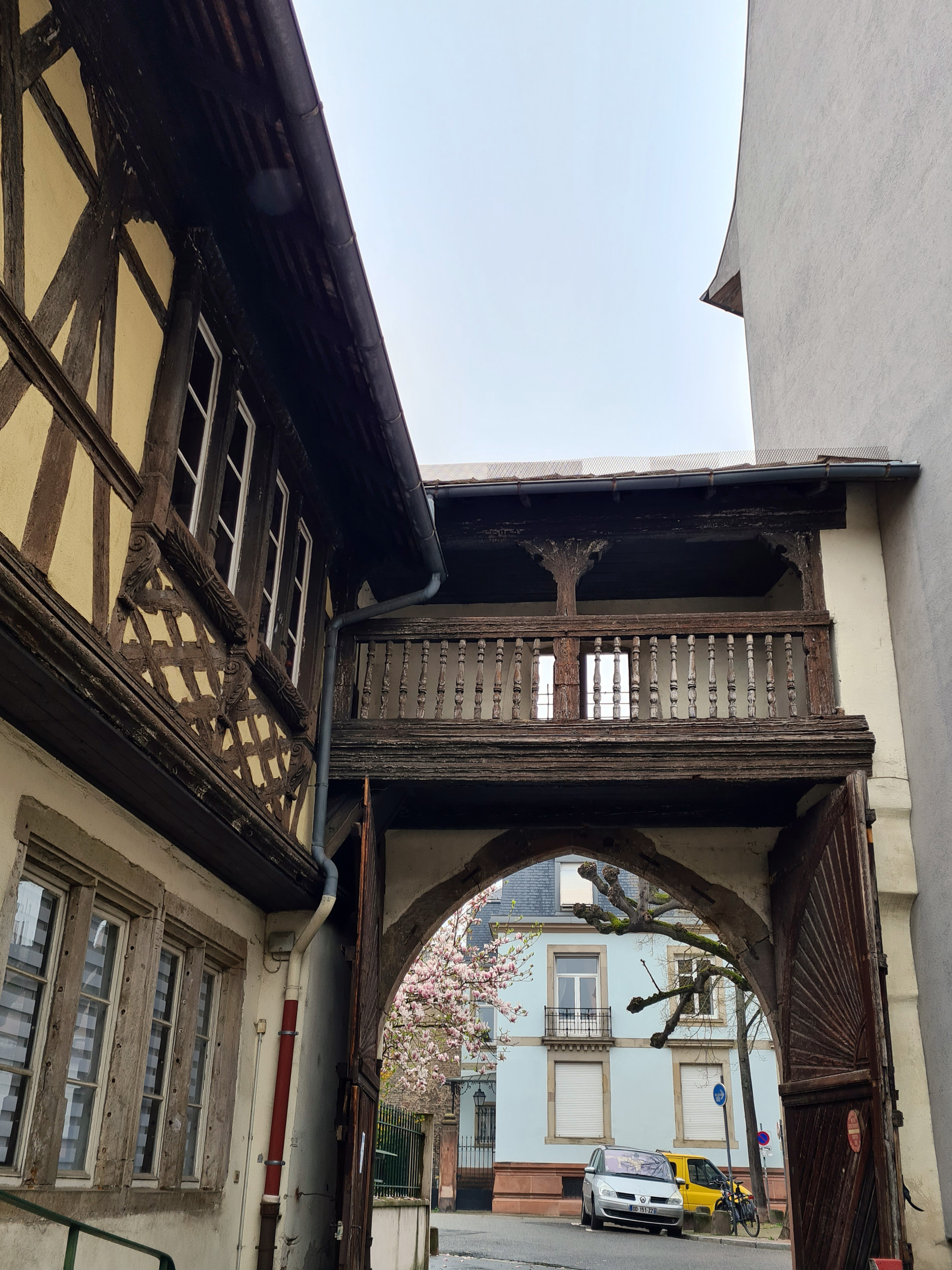
Portail depuis la cour intérieure.
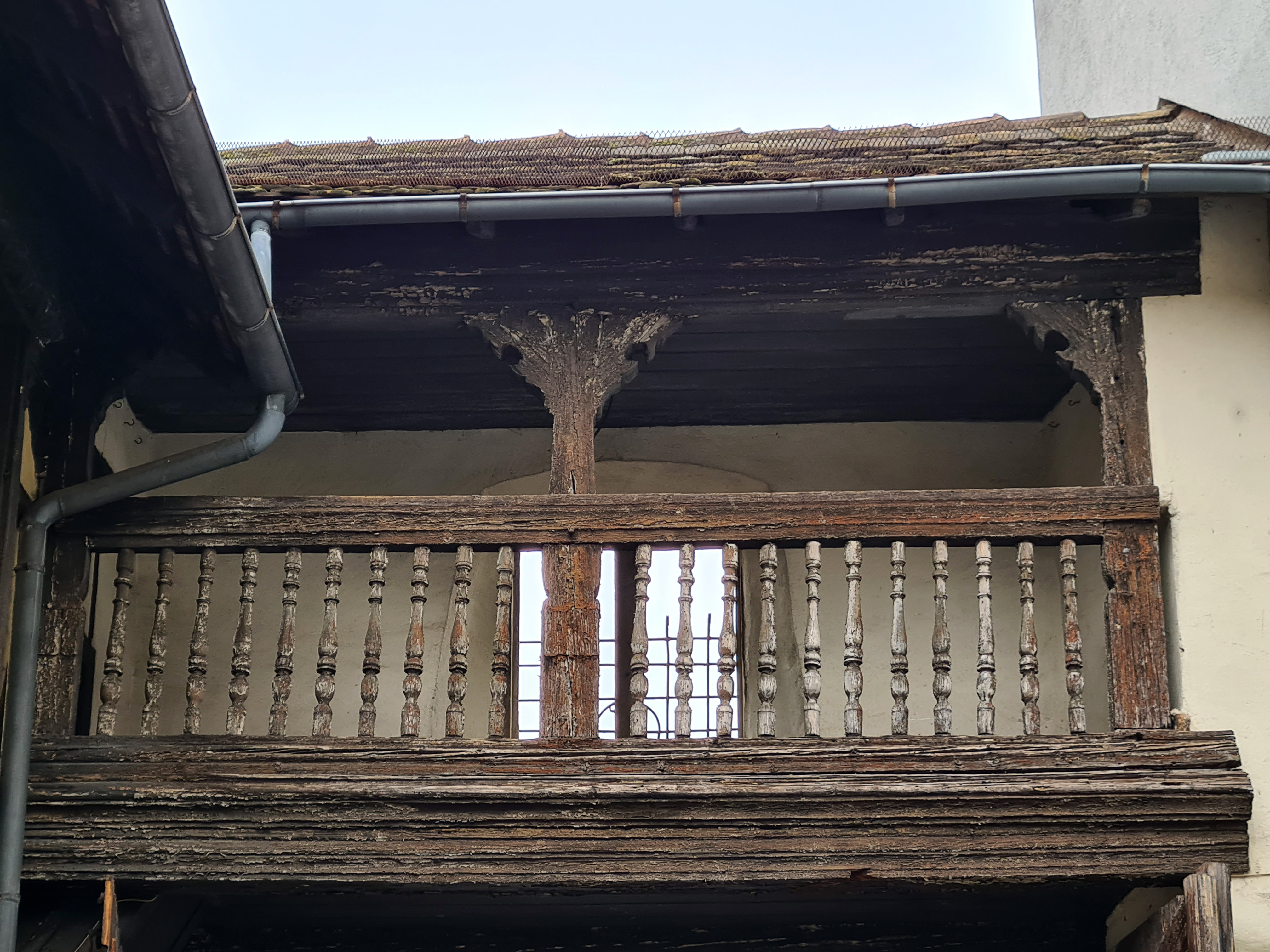
Galerie surplombant le portail.

## Dépendances

Portes du XVIIe siècle.
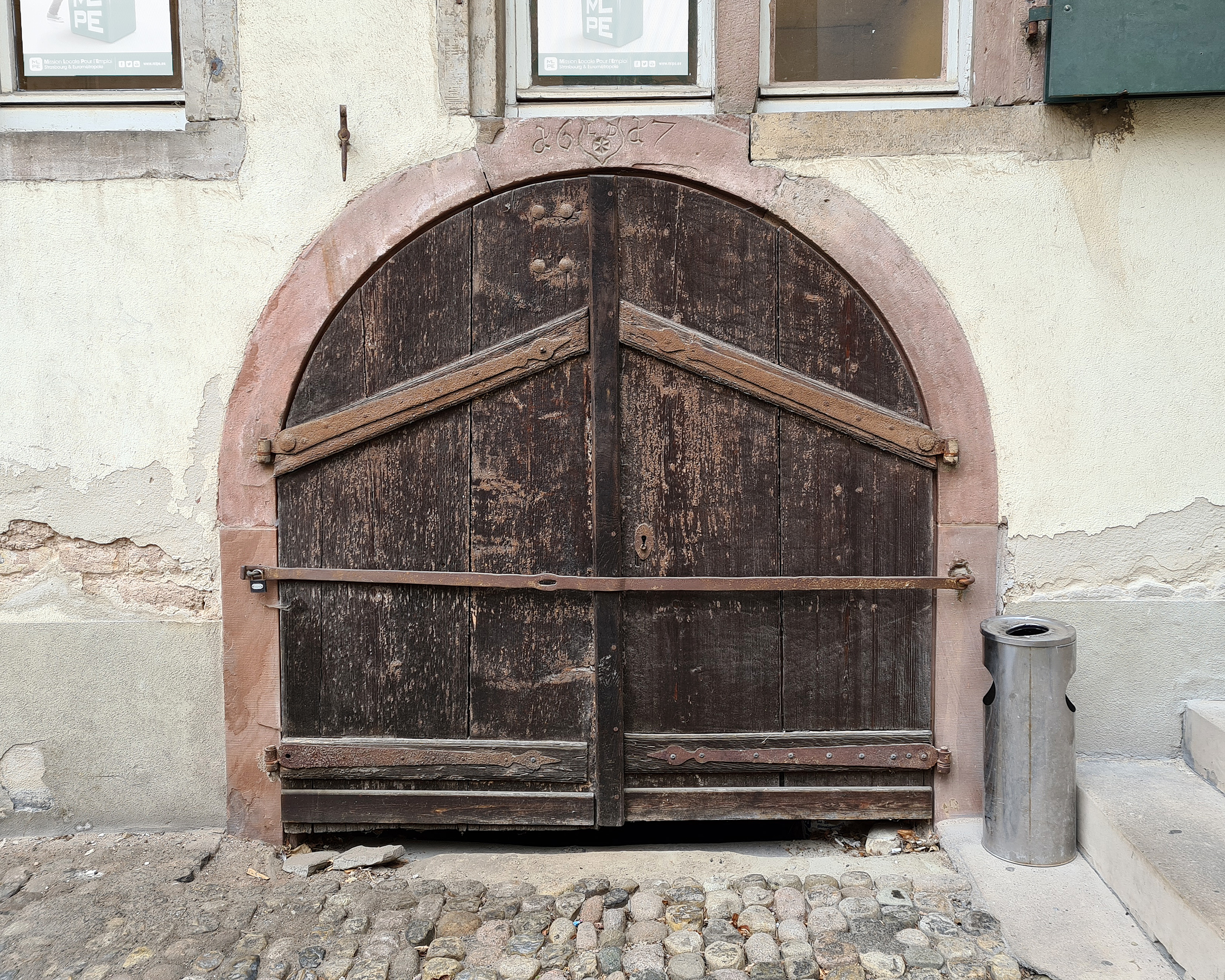
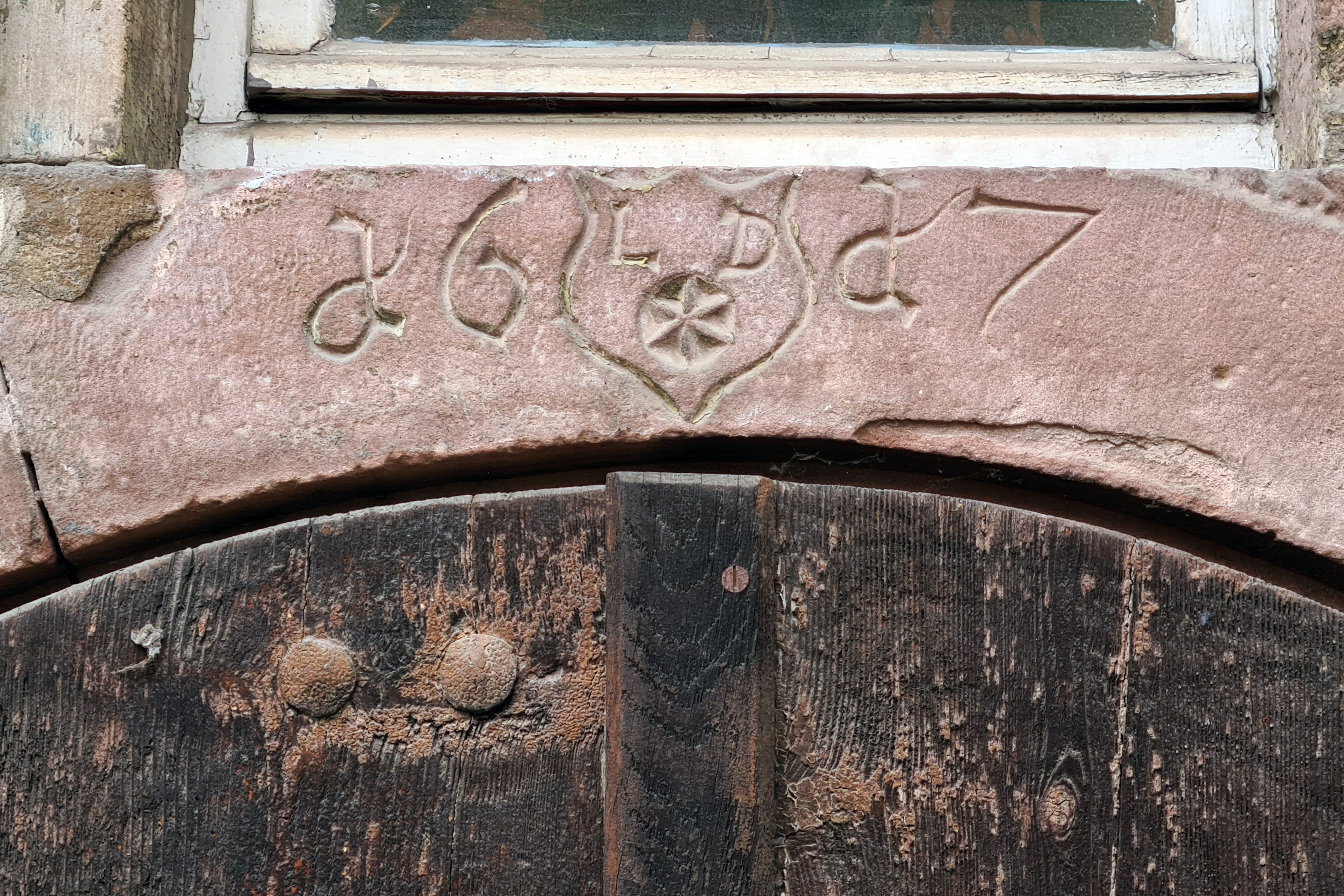
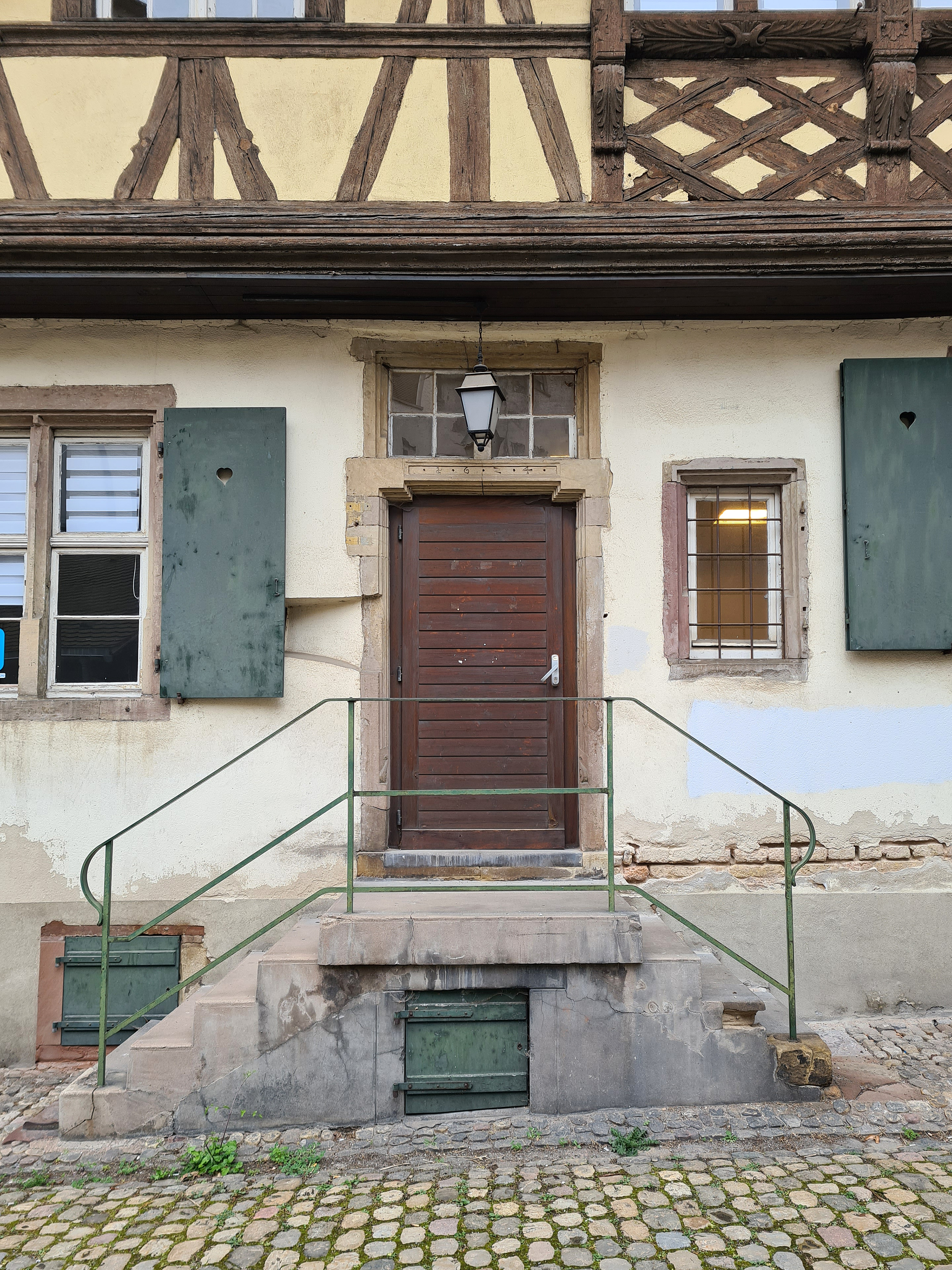
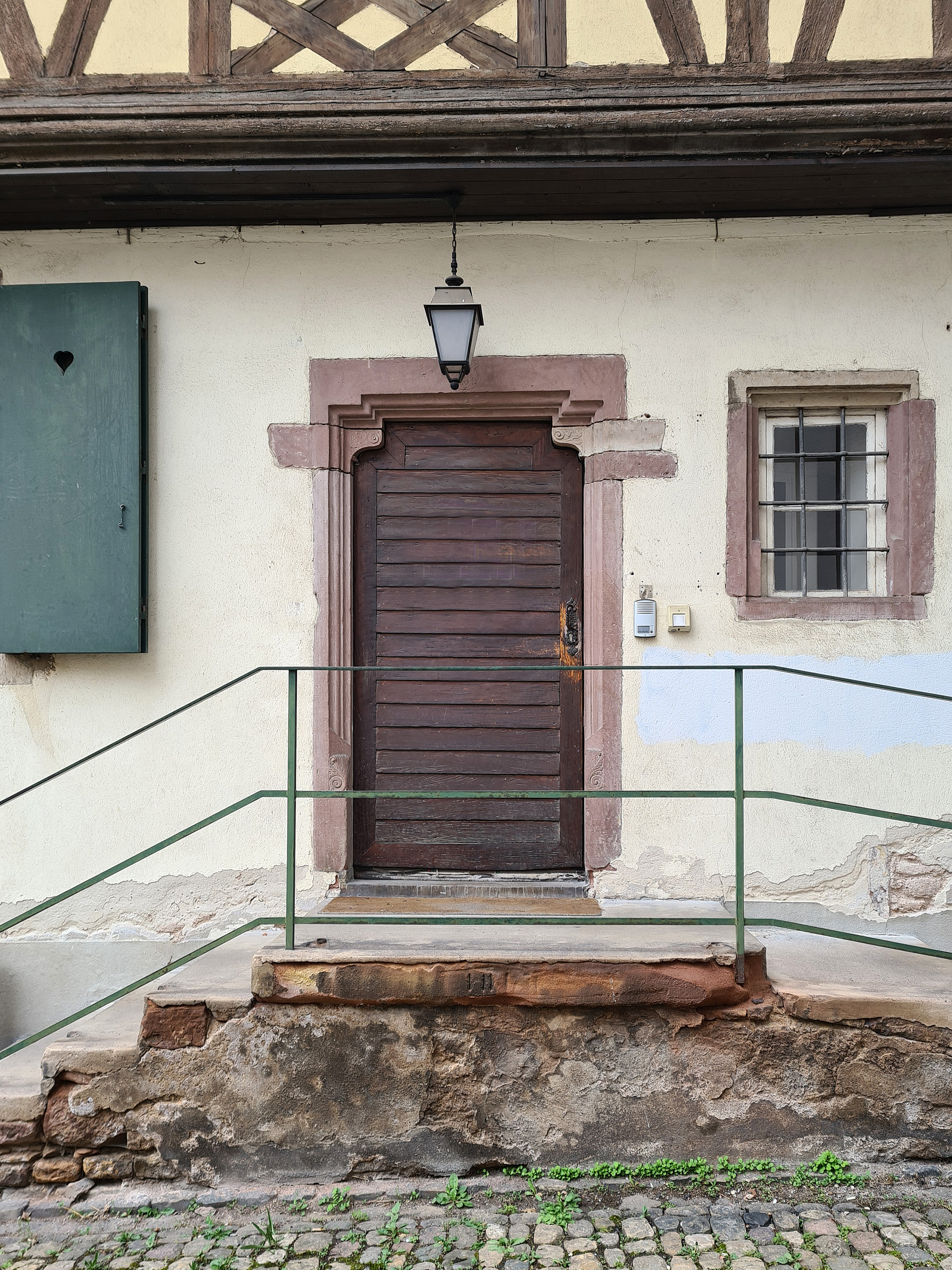
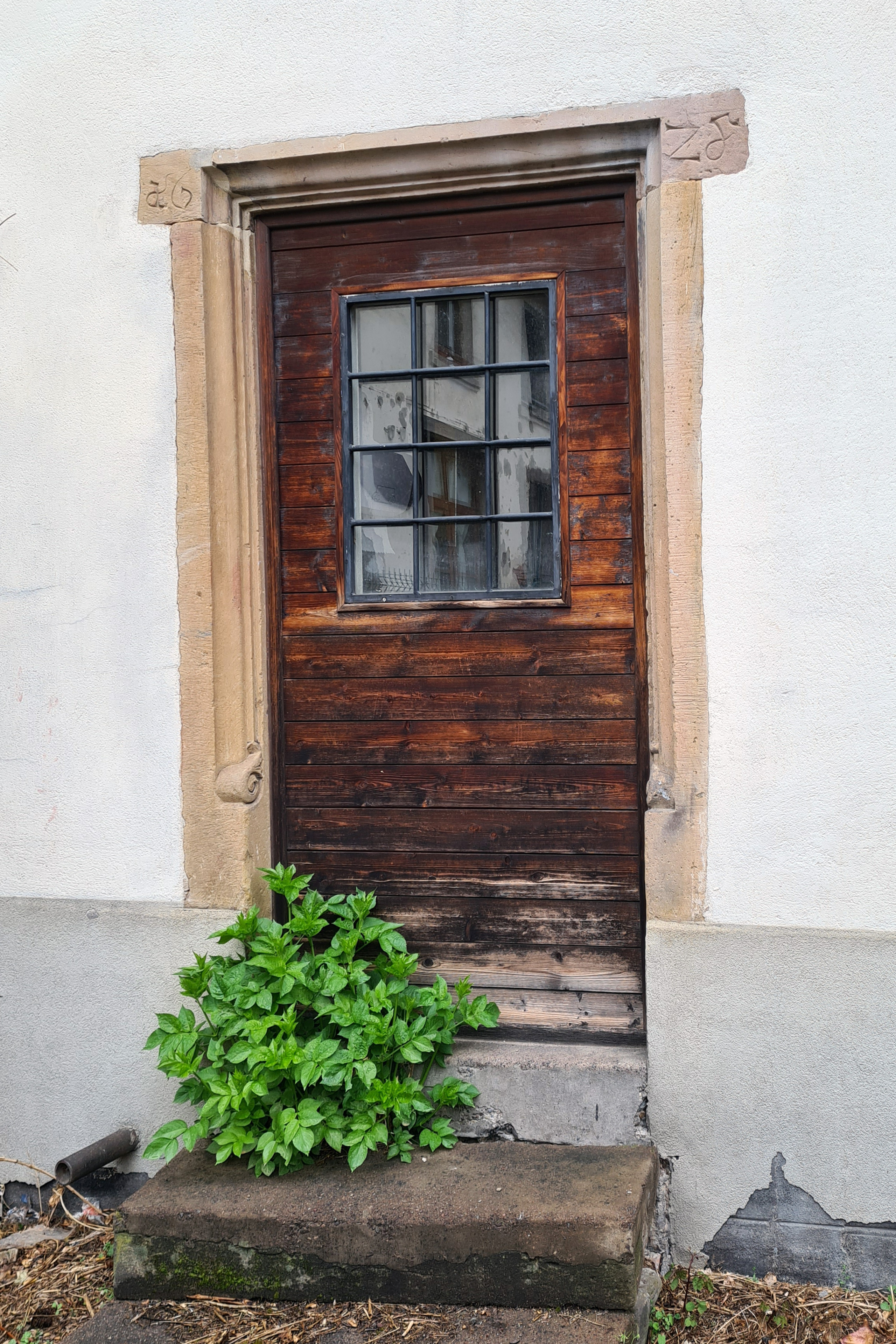